# 戸江真奈
戸江 真奈（とえ まな、1994年5月18日 - ）は、日本の元女子バレーボール選手である。

## 来歴
福岡県福岡市出身。実姉の影響で小学1年次よりバレーボールを始めた。
高校は強豪校である東九州龍谷高等学校に進む。ポジションはアタッカー、セッター、リベロと複数のポジションをこなす。2011年のインターハイ優勝、翌2012年1月の春高バレーでも優勝に貢献し自らもベストリベロ賞を受賞した。2012年度にはチーム主将を務めた。
2013年1月、V・プレミアリーグの久光製薬スプリングス（現・久光スプリングス）は戸江の入団内定を発表した。2014年2月8日のNEC戦にリリーフサーバーとして途中出場してプレミアデビューを果たした。
2015/16シーズンからは筒井さやかが海外移籍したこともあり、座安琴希とのリベロ二人体制となり大幅に出場機会を伸ばした。
2017年5月に開催されたAVCアジアクラブ選手権では、チーム準優勝に貢献し自らもベストリベロを受賞した。
2018年3月、日本代表候補に初選出された。
2020年、2020-21シーズンより久光のキャプテンに就任し2シーズン務めた。
2021-22シーズン、皇后杯優勝と2021-22 V.LEAGUE DIVISION1 WOMEN（V1）の3シーズンぶりの優勝に貢献し、V1では自身もレシーブ賞を受賞した。
2022-23シーズンは、年明けのJTマーヴェラス戦で負傷し、復帰後もレシーバーとしての途中出場がメインとなった（西村弥菜美がリベロを務める）。
2023年6月30日付で現役を引退した。

## 球歴
- 日本代表（2018年）

## 所属チーム
- 飯原ウィング[1]
- 上毛町立築上東中学校（現・上毛町立上毛中学校）[1]
- 東九州龍谷高等学校（2010-2013年）
- 久光スプリングス（2013-2023年）

## 受賞歴
- 2012年 - 第64回全日本バレーボール高等学校選手権大会 ベストリベロ賞
- 2017年 - AVCアジアクラブ選手権 ベストリベロ
- 2022年 - 2021-22 V.LEAGUE DIVISION1 WOMEN レシーブ賞

## 個人成績
Vプレミアリーグレギュラーラウンドにおける個人成績は下記の通り。
| シーズン | 所属     | 出場 | 出場   | アタック | アタック | アタック | アタック | ブロック | ブロック | サーブ | サーブ | サーブ | サーブ | レセプション | レセプション | 総得点 | 備考       |
| -------- | -------- | ---- | ------ | -------- | -------- | -------- | -------- | -------- | -------- | ------ | ------ | ------ | ------ | ------------ | ------------ | ------ | ---------- |
| シーズン | 所属     | 試合 | セット | 打数     | 得点     | 決定率   | 効果率   | 決定     | /set     | 打数   | エース | 得点率 | 効果率 | 受数         | 成功率       | 総得点 | 備考       |
| 2013/14  | 久光製薬 | 8    | 6      | 0        | 0        | 0.0%     | %        | 0        | 0.00     | 9      | 0      | %      | 11.1%  | 8            | 37.5%        | 0      |            |
| 2014/15  | 久光製薬 | 21   | 32     | 0        | 0        | 0.0%     | %        | 0        | 0.00     | 46     | 0      | %      | 6.5%   | 17           | 47.1%        | 0      |            |
| 2015/16  | 久光製薬 | 21   | 84     | 0        | 0        | 0.0%     | %        | 0        | 0.00     | 0      | 0      | %      | 0.0%   | 148          | 60.8%        | 0      |            |
| 2016/17  | 久光製薬 | 21   | 45     | 0        | 0        | 0.0%     | %        | 0        | 0.00     | 0      | 0      | %      | 0.0%   | 5            | 80.0%        | 0      |            |
| 2017/18  | 久光製薬 | 21   | 73     | 0        | 0        | 0.0%     | %        | 0        | 0.00     | 0      | 0      | %      | 0.0%   | 89           | 56.2%        | 0      |            |
| 2018/19  | 久光製薬 | 20   | 70     | 0        | 0        | 0.0%     | %        | 0        | 0.00     | 0      | 0      | %      | 0.0%   | 294          | 64.8%        | 0      | 交流戦含む |
| 2019/20  | 久光製薬 | 21   | 77     | 0        | 0        | 0.0%     | %        | 0        | 0.00     | 0      | 0      | %      | 0.0%   | 471          | 64.6%        | 0      | 交流戦含む |
| 2020/21  | 久光製薬 |      |        |          |          | %        | %        |          |          |        |        | %      | %      |              | %            |        |            |